# 张海超开胸验肺事件
张海超开胸验肺事件，是指2009年河南省新密市农民工张海超为了证明自己得的是职业病尘肺病，却多方求助无门的情况下，而自己要求开胸验肺的一个惊人之举。暴露出现在中国职业病维权之路的艰难。

## 事件
张海超系河南省新密市刘寨镇老寨村村民，时年28岁。曾于2004年8月至2007年10月在郑州振东耐磨材料有限公司做过碎石破碎的工作。
2007年8月份张海超感觉身体不适，还有咳嗽、胸闷、吐痰症状，张海超先到随后一直以感冒治疗。但治疗了2个月不奏效，于是他来到当地的传染病医院，传染病医院说他是结核，张海超按照肺结核又治疗了几个月，但是病情依旧没有缓解。最后郑州许多大医院均排除了他患肺结核，而怀疑是尘肺病。为了弄清病情，张海超2009年1月去了北京，他先后在北京协和医院、中国煤炭总医院、北京朝阳医院、北京大学附属医院等医院就诊，得出的结论也为“尘肺病”。需要说明的是，张海超就诊的上述省会各大医院和北京多家医院，因为不是法定的职业病诊断机构，这些医院在出具的诊断结论中只能用“疑似尘肺”和“不排除尘肺”等表述。按照《职业病防治法》的规定，“劳动者可以在用人单位所在地或者本人居住地依法承担职业病诊断的医疗卫生机构进行职业病诊断”，张海超来到郑州市职业病防治所要求鉴定，职防所的医生说张海超得的是职业病，但是要张海超提供相关材料。而按照《职业病防治法》的规定，“……职业病诊断、鉴定需要用人单位提供有关职业卫生和健康监护等资料时，用人单位应当如实提供，劳动者和有关机构也应当提供与职业病诊断、鉴定有关的资料”，但张海超工作过的郑州振东耐磨材料有限公司拒绝提供材料，张海超没能如愿。随后，在历经了多次上访甚至和振东公司发生冲突后，由新密市领导和信访局协调，张海超才得以在2009年5月12日去郑州职防所进行诊断。5月25日，张海超得到了郑州职防所的诊断结果，让他难以接受的是，诊断结果却是“无尘肺0+期(医学观察)合并肺结核”，建议进行肺结核诊治。
张海超对此结果不满，他在2009年6月22日来到郑州大学第一附属医院，进行了肺组织活检手术（开胸验肺），就是把肺组织切下来一块，做病理化验。虽然郑大附一院在病理分析上认定张海超是尘肺病，但由于医院没有职业病的诊断资质，所以医院在排除其他肺部病变后，只能在诊断报告中写出“病变不排除尘肺”的结论。2009年7月1日，张海超因为支付不了医疗费不得不出院。事件被媒体报道引起巨大反响。

## 处理
经媒体报道后，卫生部责成卫生部相关司局和中国疾控中心权威专家组成联合督查调研组赴河南对该事件进行督查调研。2009年7月24日－25日，督察组到郑州实地调查。7月26日，郑州市职业病防治所再次组织省、市专家对张海超职业病问题进行了会诊，诊断为“尘肺病Ⅲ期”。
河南省、郑州市、新密市分别对相关责任人作出处理决定。给予郑州市职业病防治所、新密市卫生防疫站等单位通报批评；停止郑州市职业病防治所所长李磊工作，接受调查。郑州市卫生局党委作出决定，免去李国玉郑州市职业病防治所副所长职务。撤销郑州市职业病防治所樊梅芳、王晓光、牛心华等3人的尘肺病诊断资格证书。给予郑州振东耐磨材料有限公司党总支书记侯振东留党察看一年处分，给予公司副总经理秦永彬开除党籍处分，建议公司董事会解除秦永彬副总经理职务。

## 後續
7月26日，张海超被河南省新密市劳动局认定为工伤，张海超已开始申请伤残鉴定。
7月30日，张海超4位同事也被确诊为尘肺病。其中马建山为尘肺病I期，王友才、尚文革、高水武均被确诊为尘肺病Ⅲ期。
7月31日，河南省卫生厅签发的《关于对张海超职业病诊断问题有关责任单位和责任人员查处情况的通报》中，除了对郑州市职业病防治所、新密市卫生防疫站等责任单位和责任人的处理决定外，还对为张海超“开胸验肺”的郑州大学第一附属医院（下称“郑大一附院”）进行了通报批评。理由是：郑大一附院在不具有职业病诊断资格的情况下进行职业病诊断，违反了《职业病防治法》。该法规定：不具备职业病诊断资质的医疗卫生单位，在接诊疑似职业病患者时，应及时转送具有相关资质的医疗卫生机构。
对16日传出的“有关医生也被处罚了”，河南省卫生厅发言人表示：“这完全是谣言。”
当事人张海超对《第一财经日报》表示：
|  | 我很难以理解。郑大一附院接诊了我，也注定会与法律有冲突。实话实说，诊断没有资质，违反《职业病防治法》；不实话实说，也违法，还失去了医生的职业道德。我想问问：郑大一附院怎么样做才是对的，难道也像新密防疫站那样隐瞒病情吗？我认为，郑大一附院的这种遭遇太冤枉。 |

河南省卫生厅此举，遭到了网友一致的谴责。众多网友“涌到”河南省卫生厅网站的“厅长回复”栏目下抗议其调查。网友留下了如“厅长！我有病麻烦你给指定个医院看。”“请立即纠正你们的错误处罚决定！”等类似的留言。
2021年4月5日，12309中国检察网公开了一则有关时任新密市委书记王铁良的起诉书，其中介绍，开胸验肺事件曝光后，王铁良曾收受涉事企业董事长侯振东给予的40万元。侯振东现已辞去新密市第五届人大代表的职务。

## 治疗
陕西煤化工集团下的尘肺病研究所决定为张海超提供免费的尘肺病灌洗治疗。
张海超于2009年10月在中国煤矿工人北戴河疗养院先后接受了两次左右分期肺灌洗手术。
张海超于2013年6月28日无锡市人民医院完成双肺移植手术，整个治疗费用大概花费30万元人民币，但張海超不得不终生服药。

## 赔偿
9月17日，新密市政府新闻发言人李绍光向新华社记者表示，经过多方努力，张海超目前和郑州振东耐磨材料有限公司签订了赔偿协议，他最终获赔61.5万元。
其4名工友也因患尘肺病获得该公司共计100多万元的赔偿金。马建山被确诊为尘肺病Ⅰ期，获赔21万元。 张海超的另外3位工友王友才、尚文革、高水武均被确诊为尘肺病Ⅲ期。尚文革获赔31.5万元、王友才获赔金额31.7万元、高水武获赔金额31.5万元。
目前，还有部分工友也正在通过调解争取自己的赔偿。鉴于张海超、马建山、尚文革、王友才和高水武已经丧失劳动能力，刘寨镇政府还为他们办理了社会最低保障，从2009年10月起生效。
2013年接受双肺移植手术后，张海超在接受记者采访时首次坦诚，赔偿金不是61.5万元，而是120万元。

## 影响
事件发生后，媒体评论认为此事件暴露出了职业病维权的艰难处境，暴露职业病防治漏洞。媒体认为，张海超的成功是偶然的，要防止这类事件再次发生必须对制度来一次“开胸验肺”，彻底解决该事件唯有修法。
对于媒体呼吁修法，卫生部发言人毛群安在接受《新京报》采访时回应说，“一个办法或者法律，都是经过了诸多调查论证，包含了很多案例的经验教训，‘开胸验肺’事件属于个案，在个案事件中出现的问题，应该具体地来进行解决。”
事件曝光后，中华全国总工会第一时间高度关注。7月30日，全总表示将继续关注张海超“开胸验肺”事件的进展，充分发挥郑州市总工会和新密市总工会作为郑州市张海超事件处理小组成员的积极作用，全力帮助张海超依法维权，直至张海超依法讨回公道。
張海超後來在新密從事公交車司機工作。